# Чижик-Пыжик (памятник)
«Чижик-Пыжик» — миниатюрная анималистическая скульптура в Санкт-Петербурге. Была установлена 19 ноября 1994 года на реке Фонтанке, у Михайловского (Инженерного) замка рядом с 1-м Инженерным мостом, напротив дома № 12/1.
Высота фигурки — 11 см, масса — около 5 кг.

## Песенка
Недалеко от места расположения «Чижика-Пыжика», в доме № 6 по набережной Фонтанки, с 1835 по 1918 год располагалось Императорское училище правоведения, студенты которого носили мундиры зелёного цвета с жёлтыми петлицами и обшлагами. Согласно популярной петербургской легенде, за расцветку этого мундира, напоминавшую оперение чижа, а также за традиционные пыжиковые шапки студентов училища прозвали «чижиками-пыжиками», и именно о них была сочинена известная песенка:
Чижик-пыжик, где ты был?

На Фонтанке водку пил.

Выпил рюмку, выпил две —

Зашумело в голове.
Доподлинно неизвестен ни автор, ни время появления этой шуточной песенки, очевидное противоречие легенде известно из переписки современников Пушкина: пародия «Гнедич, Гнедич! Где ты был? На Кавказе ж…ку мыл; вымыл разик, вымыл два, освежилась голова» есть уже в письме А. Е. Измайлова, написанном 16 ноября 1825, за десять лет до того, как появилось училище правоведения.

## История памятника
Идея соорудить фигурку «Чижика-Пыжика» была высказана писателем Андреем Битовым во время проведения фестиваля сатиры и юмора «Золотой Остап» в 1994 году. Воплотил эту идею грузинский режиссёр, сценарист и скульптор Резо Габриадзе совместно с архитектором Вячеславом Бухаевым.
С момента установки по 2014 год «Чижика-Пыжика» похищали семь раз, но каждый раз скульптура возвращалась на место или восстанавливалась заново.

## Приметы
Существует поверье, согласно которому, если загадать желание и попасть монеткой в постамент, на котором стоит Чижик-Пыжик (монетка непременно должна остаться лежать на камне), то желание обязательно сбудется.
Для молодожёнов есть ещё одна традиция: жених должен опустить привязанную на верёвке наполненную рюмку к памятнику и чокнуться с клювом чижика, не разбив её. Это залог счастья для молодой семьи.